# 연인 (룰라의 음반)
《연인》은 1997년 1월 24일 발매된 대한민국의 혼성 그룹 룰라의 다섯 번째 정규 음반이다. 총 10곡의 트랙으로 구성되어 있고, 전체 러닝타임은 34분 46초다.

## 수록곡
특별한 언급이 없는 한 모든 트랙은 이상민에 의해 씌여졌다.
1. Introlude
2. 연인
3. 미래로
4. 영혼식
5. Go Go
6. 난 너의... (마이키 로메오)
7. Party
8. 뚝! 내가 잠못 드는 이유 ...
9. Tonight is the night (마이키 로메오)
10. The final

## 참여자 크레디트
- 노래 by 룰라 3기ː 이상민 (랩, 보컬) / 고영욱 (랩, 보컬) / 채리나 (랩, 보컬) / 마이키 로메오 (랩, 보컬)
- 프로듀서ː 이상민
- 작곡 & 편곡ː 이상민 (except '난 너의..', 'Tonight is the night' by 마이키 로메오)
- 작사 ː 이상민
- 컴퓨터 프로그래밍 ː 김준환
- 리믹스 ː 김준환
- 바이올린 ː 심상원
- 기타 ː 샘 리